# La Source et la Sonde
La Source et la Sonde (stylisé La s☉urce et la s☉nde) est le premier tome de la série de bande dessinée Le Cycle de Cyann.

## Fiche technique
- Scénaristes : François Bourgeon et Claude Lacroix
- Dessinateur : François Bourgeon
- Année de publication : 1993
- Genre : science-fiction
- Éditeurs : Casterman
- Nombre de planches : 116 pages – couleur
- (ISBN 2-203-388-57-9)

## Synopsis
Sur la planète ☉hl, où règne en maître la famille Olsimar dont Cyann est la fille aînée, une mystérieuse maladie décime les hommes.
Cyann est chargée de mettre sur pied une expédition vers la planète il☉, où l'on espère trouver une solution.